# Эрвин Санто
Эрвин Санто - израильский врач-гастроэнтеролог, специалист по эндоскопическим процедурам, автор более 100 научных работ. Президент Европейского общества эндоскопического УЗИ. Много лет возглавлял отделение эндоскопии в Институте заболеваний органов пищеварения и печени медцентра Сураски. Сейчас продолжает работать в этом медицинском центре и руководит собственным институтом гастроэнтерологии.

## Биография
Эрвин (Моше) Санто окончил медицинскую школу им. Раппопорта Университета Технион. Прошел специализацию по внутренней медицине в медцентре Бейлинсон (Израиль, г. Петах-Тиква), а затем - специализацию по гастроэнтерологии в медцентре Сураски. Обучался технологии эндоскопического УЗИ во Франции.
Свою работу в медицине начал в должности заместителя заведующего отделением внутренних болезней больницы Бейлинсон. После этого перешел в медицинский центр Сураски, где работал в должности старшего врача Института заболеваний органов пищеварения и печени, а затем - заведующего отделением эндоскопии того же института.

## Медицинская деятельность
Первым в стране внедрил технологию эндоскопического УЗИ. Выполняет диагностические и лечебные эндоскопические процедуры на органах ЖКТ. Проводит эндоскопическую ретроградную холангиопанкреатографию, эндоскопическую резекцию слизистой желудка, кишечника и пищевода, гастродуоденоскопию, колоноскопию. Участвует в испытаниях нового оборудования для этих исследований.
Возглавляет Европейское общество эндоскопического УЗИ, является членом Израильской, Европейской и Американской ассоциация гастроэнтерологов, Европейского общества эндоскопии, Американского общества эндоскопии. Был удостоен звания почетного члена Венгерской ассоциации гастроэнтерологов. Член редколлегии журнала Endoscopic Ultrasound.

## Научная работа
Является автором более 100 научных работ, посвященных диагностике патологий ЖКТ с помощью эндоУЗИ, ранней диагностике рака органов ЖКТ, инновационным эндоскопическим методам в гастроэнтерологии и т.п.